# Muguiro
Muguiro (Mugiro en euskera y de forma oficial) es un concejo de la Comunidad Foral de Navarra perteneciente al municipio de Larráun. 
Está situado en la Merindad de Pamplona, en la comarca de Norte de Aralar, en el valle de Larráun y a 32 km de la capital de la comunidad, Pamplona. Su población en 2014 fue de 70 habitantes (INE), su superficie es de 2,96 km² y su densidad de población de 23,65 hab/km².

## Geografía física

### Situación
La localidad de Muguiro está situada en la parte oriental del municipio de Larráun. Su término concejil tiene una superficie de 2,96 km² y limita al norte con el municipio de Lecumberri y el concejo de Echarri; al este con el de Arruiz; al sur con el de Astiz y al oeste con el de Alli.
|             | Norte: Lecumberri y Echarri |              |
| Oeste: Alli |                             | Este: Arruiz |
|             | Sur: Astiz                  |              |

## Demografía

### Evolución de la población
| Gráfica de evolución demográfica de Muguiro entre 2000 y 2010 |
|                                                               |
| Datos según el nomenclátor publicado por el INE.              |